# Mohammad Omar (Politiker)
|  | Dieser Artikel wurde auf den Seiten der Qualitätssicherung des Projektes Politiker eingetragen. Hilf mit, ihn zu verbessern, und beteilige dich an der Diskussion! |

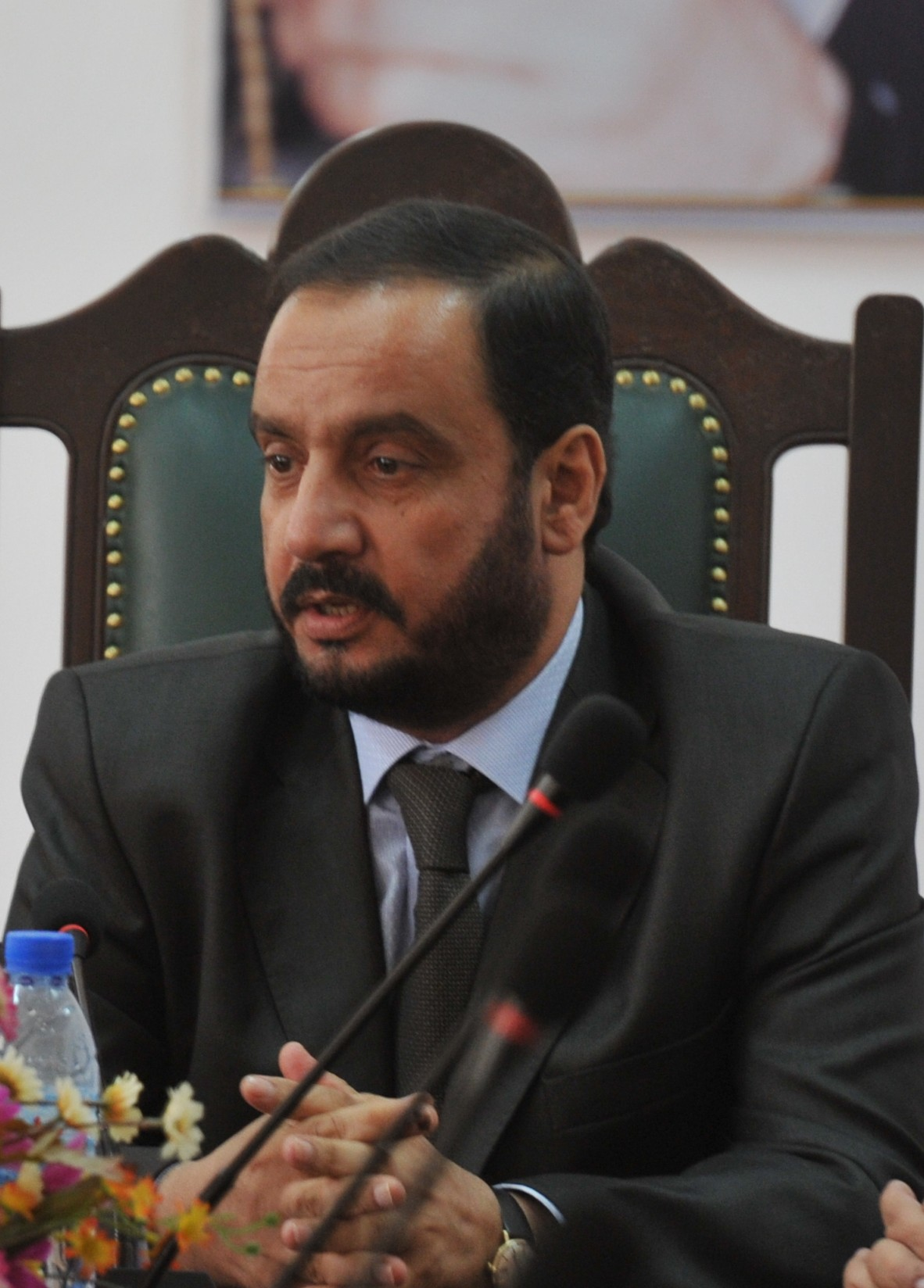
Mohammad Omar am 5. Oktober 2010, fünf Tage vor seinem Tod.

Mohammad Omar (* in Baharak; † 8. Oktober 2010 in Taloqan, Tachar) war ein afghanischer Politiker. Er war von 2004 bis zu seinem Tod Gouverneur der Provinz Kundus.
Im April 2009 versuchte der deutsche Außenminister Frank-Walter Steinmeier mittels einer Intervention bei dem afghanischen Innenminister Hanif Atmar die Entlassung Mohammad Omars als Gouverneur von Kunduz durchzusetzen, was aber misslang.
Er kam am 8. Oktober 2010 bei einem Sprengstoffanschlag auf eine Moschee in der Stadt Taloqan in der Nachbarprovinz Tachar ums Leben. Außer dem Gouverneur starben bei dem Anschlag zwanzig Menschen, unter ihnen der Imam der Moschee. Sein Nachfolger wurde Mohammad Jegdalek.